# Apodosauriscus
Genre
Apodosauriscus est un genre fossile de squamates de la famille des Anniellidae qui vivait en Amérique du Nord au cours de l'Éocène.

## Systématique
Le genre Apodosauriscus a été créé en 1982 par le paléontologue américain Jacques Gauthier (1948-),.

## Répartition
Les deux seuls fossiles de ce genre ont été trouvés aux États-Unis dans le Sud-Est du Wyoming.

## Liste des espèces
- † Apodosauriscus thermophilus  (Smith, 2009)
- † Apodosauriscus minutus (Gauthier, 1982)

## Publication originale
- (en) Jacques A. Gauthier, « Fossil xenosaurid and anguid lizards from the early Eocene Wasatch Formation, Southeast Wyoming, and a revision of the Anguioidea », Rocky Mountain geology, Université du Wyoming, vol. 21, no 1,‎ 1er avril 1982, p. 7-54 (ISSN 1555-7332, 1555-7340, 1555-7340 et 0010-7980).